# Kerbani
Kerbani (nep. केरबनी) – gaun wikas samiti w zachodniej części Nepalu w strefie Lumbini w dystrykcie Rupandehi. Według nepalskiego spisu powszechnego z 2001 roku liczył on 2438 gospodarstw domowych i 13049 mieszkańców (6724 kobiet i 6325 mężczyzn).